# Pterodroma heraldica
El petrel heraldo (Pterodroma heraldica) es una especie poco conocida de ave marina del género Pterodroma de la familia de los petreles. Se distribuye en el océano Pacífico nidificando en pequeñas islas y atolones.

## Taxonomía y características

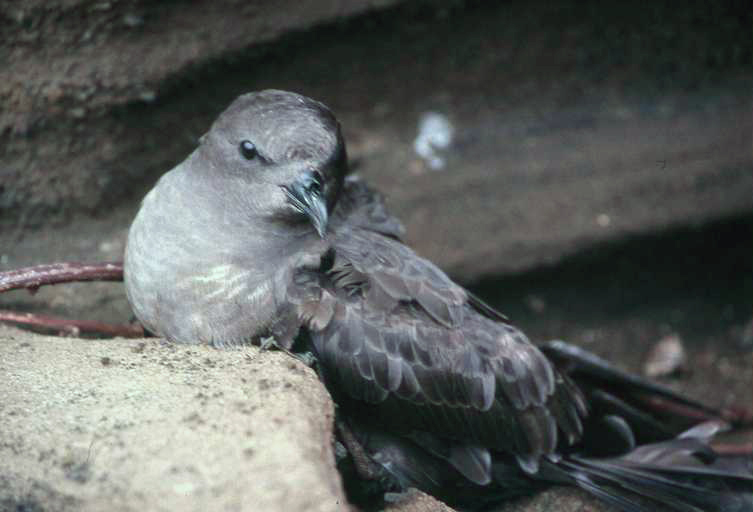
Pterodroma arminjoniana, adulto en fase oscura, en la Isla Redonda.

Esta especie fue descrita originalmente en el año 1888 por el naturalista inglés Osbert Salvin, en base de un ejemplar capturado en las aguas marinas cercanas a la isla Chesterfield, al noroeste de Nueva Caledonia, 1500 km al este de Australia.
Pertenece al subgénero Hallstroma, el cual incluye un grupo de taxones de compleja y desconcertante taxonomía: Pterodroma heraldica, Pterodroma neglecta, Pterodroma arminjoniana, Pterodroma atrata y Pterodroma  alba. Es de los más problemáticos ya que se ha confirmado un cierto nivel de hibridación en posiciones de contacto secundarios, mientras que en el resto de la distribución simpátrica los miembros del complejo no parecen hibridar.  
Pterodroma arminjoniana atrata históricamente se había considerado un morfo oscuro de P. a. heraldica. Ahora ambas fueron elevadas a especies plenas, por lo que la última, la cual era considerada de patrón cromático polimórfico (claro y oscuro), pasó a convertirse en monomórfica. 
Cuatro petreles de este subgénero, considerados especies biológicas plenas (incluso sobre la base de análisis de ADN mitocondrial), no presentan en el Pacífico registros de hibridación, y están reproductivamente aislados entre sí: P. atrata, P. neglecta, P. alba y P. heraldica, los dos últimos están más estrechamente relacionados. Allí son ampliamente simpátricos con uno o dos miembros del complejo a la vez, pudiendo presentarse los 4 en la isla de Pascua.
En la isla Ronda, en el océano Índico, se genera un raro ejemplo de evento natural de hibridación de varias especies de Pterodroma, las que parecen haber colonizado recientemente el lugar, ya que los primeros registros tuvieron lugar en la década de 1940, posiblemente como respuesta a cambios en el hábitat de la isla los que han permitido a los petreles poder utilizarla. Allí P. heraldica es rara, y el único evento de hibridación fue con un ejemplar del morfo oscuro de P. arminjoniana.
Si bien las vocalizaciones de todos los miembros del complejo son similares, las de P. heraldica y P. neglecta son diferentes entre sí.
P. heraldica no presenta dimorfismo sexual en tamaño, como sí ocurre con la significativamente mayor P. arminjoniana. Tanto con el ejemplar en la mano como en el campo, ambas especies son separables en todos los plumajes basándose en la coloración general, el proporción de blanco en el inferior de las alas, y el color de las lores (oscuro versus claro), así como por diferencias en la estructura, tamaño y proporciones del pico. Además, ambas albergan diferentes especies de ectoparásitos (piojos de plumas del género Halipeurus).

## Distribución
Es una especie característica del centro y occidente del océano Pacífico Sur, nidificando en pequeñas islas y atolones, desde la isla Raine en Australia hasta la isla de Pascua (Chile) por el este. Nidifica muy escasamente en la isla Ronda, en el océano Índico occidental. Es un visitante poco común, hacia el norte, hasta el archipiélago de Hawái (Estados Unidos), y hacia el este en las aguas marinas de las islas Galápagos y el Perú (sobre la base de observaciones visuales no confirmadas), mientras que por el Atlántico sudoccidental se registraron ejemplares en las costas de la Argentina.

## Costumbres
Nidifica sobre repisas o acantilados rocosos en islas oceánicas y atolones. No nidifican en madrigueras; las visitas a la colonia de nidificación las realizan principalmente en la tarde y hasta el anochecer, ya que no son estrictamente nocturnos como sí lo son la mayoría de los Pterodroma. 

## Conservación
En la «Lista Roja» de especies desaparecidas o amenazadas confeccionada por la Unión Internacional para la Conservación de la Naturaleza (UICN) esta especie está catalogada en la categoría de «Especie bajo preocupación menor (LC)». En el año 2004 se estimó que su población mundial era de alrededor de 150 000 ejemplares. En algunas islas, al anidar es amenazada por gatos asilvestrados y ratas.